# Houédomè
Houédomè ist ein Arrondissement im Departement Ouémé im westafrikanischen Staat Benin. Es ist eine Verwaltungseinheit, die der Gerichtsbarkeit der Kommune Aguegues untersteht.

## Demografie und Verwaltung
Gemäß der Volkszählung 2013 des beninischen Statistikamtes INSAE hatte das Arrondissement 14.782 Einwohner, davon waren 7439 männlich und 7343 weiblich.
Von den 23 Dörfern und Quartieren der Kommune Aguegues entfallen acht auf Houédomè:
1. Agbodjèdo
2. Aholoukomè
3. Akodji
4. Akpakomè
5. Akpoloukomè
6. Dogodo
7. Somayi
8. Zinviékomè